# CACAO
CACAO — исследовательская виртуальная машина Java, разработанная в Венском техническом университете. Во время запуска она компилирует (без интерпретатора) классы в бинарный код, что позволяет достичь более быстрого выполнения кода. Это академический проект, первоначально развивавшийся силами студентов на практике или в рамках дипломных работ.
Первая версия CACAO была выпущена в 1997 году в качестве более быстрой замены виртуальной машины от Sun Microsystems, которая в то время имела только интерпретатор. Последние виртуальные машины от Sun также используют технологию JIT.
Разработка CACAO стала более активной после того как в 2004 году CACAO стала свободным проектом, распространяемым под лицензией GNU General Public License. Она использует GNU Classpath в качестве библиотеки классов.
CACAO поддерживает архитектуры Alpha, ARM, MIPS (32 и 64-bit), PowerPC (32 и 64-разрядные), S390, SPARC64, x86 и x86-64.